# Музей Восточной Пруссии
Музей Восточной Пруссии (нем. Ostpreußisches Landesmuseum) — краеведческий музей в городе Люнебург, в земле Нижняя Саксония, экспозиция которого посвящена истории, культуре, природе и искусству бывшей провинции Восточная Пруссия. Открыт в 1987 году на базе Восточно-Прусского охотничьего музея, основанным лесничим Гансом Лёффке. С 2009 года по настоящее время директором музея является Иоахим Манерт. В 2010 году собрание музея было расширено за счёт коллекций, посвященных истории остзейских немцев. С февраля 2015 по начало 2018 года музей находился на капитальной реконструкции, и 26 августа 2018 года был снова открыт.